# 소도역
소도역(小桃驛)은 조선민주주의인민공화국 함경북도 연사군 광양리에 위치한 백무선의 철도역이다.

## 연혁
- 1939년 10월 1일 : 유평동-연사 간 개통으로 영업 개시[1]
- 1943년 9월 16일 : 간이정차장에서 보통정차장으로 승격[2]